# Ерік Альє
Ерік Альє (фр. Éric Alliez; нар. 1957) — французький філософ. Професор Паризького університету VIII та відряджений професор Центру досліджень сучасної європейської філософії Кінгстонського університету (Лондон). Один з наукових керівників монументальної праці «Європейський словник філософій» (2004), виданої в українському перекладі видавництвом «Дух і літера».

## Біографія
1977 року Альє розпочав свою роботу з Феліксом Ґваттарі. 1981 року в часописі «Критика» опублікував свою першу статтю про книгу Антоніо Негрі. 1984 року разом з Ґваттарі написав нарис «Капіталістичні системи, структури та процеси». У 1984—1986 та в 1992—1998 роках був керівником семінару, потім програмним директором Міжнародного філософського коледжу в Парижі. Він також очолював кафедру естетики в Академії образотворчих мистецтв (Відень, 2000—2003 рр.). Обіймав посаду асоційованого директора з досліджень у Вищій школі соціальних наук (Париж, 2002—2003 рр.) та старшого наукового співробітника ІККМ (Ваймар, 2010).
Він також був відрядженим професором Державного університету Ріо-де-Жанейро (1988—1996), Університету Ворика (1999), Академії образотворчих мистецтв (Відень, 1997—2000), Голдсмітського коледжу (Лондон, 2003) та Вищої школи мистецтв (Карлсруе, 2003—2005).
Старший науковий співробітник Центру досліджень сучасної європейської філософії (Лондон, 2004—2007). Альє займає кафедру сучасної французької філософії з 2007 року, спочатку в Університеті Міддлсекса (2007—2010), потім у Кінгстонському університеті (з липня 2010 року). У 2011 році Альє обрали на кафедру філософії та сучасного мистецтва університету Париж VIII.
Ерік Альє був науковим керівником перевидання творів Габріеля Тарда у видавництві Le Seuil. Він є членом-засновником журналу «Multitudes», який він залишив навесні 2009 року.
З 2005 року він запропонував нові напрямки у відносинах «між мистецтвом та філософією». Альє вважається одним із «найважливіших невідомих філософів», після Гваттарі та Дельоза.

## Публікації
- разом з Michel Féher, Didier Gille, Isabelle Stengers, Contretemps, Michel de Maule, 1988.
- Les Temps capitaux, Tome 1, Récits de la conquête du temps, préface de Gilles Deleuze, Paris, Éditions du Cerf, 1991.
- Les Temps capitaux, Tome 2, La Capitale du temps, volume 1, l'État des choses, Éditions du Cerf, 1999.
- La Signature du monde, ou Qu'est-ce que la philosophie de Deleuze et Guattari, Éditions du Cerf, 1993.
- De l'impossibilité de la phénoménologie. Sur la philosophie française contemporaine, Paris, Vrin, 1995.
- Deleuze Philosophie Virtuelle, Les Empêcheurs de penser en rond, 1996.
- (dir.), Gilles Deleuze. Une vie philosophique, Les Empêcheurs de penser en rond, 1998.
- разом з Gerhard Schröder (éd.), Konzeptionen der Zeit im Ausgehenden Mittelalter, Wilhelm Fink Verlag, 1999.
- разом з Elisabeth Samsonow (éd.), Telenoia. Kritik der virtuellen Bilder, Turia + Kant, 1999.
- разом з Elisabeth Samsonow (éd.), Hyperplastik. Kunst und Konzepte der Wahrnemung in Zeiten der Mental Imagery, Turia + Kant, 2000.
- разом з Elisabeth Samsonow (éd.), Chroma. Widerstand der Farbe, Turia + Kant, 2001.
- разом з Elisabeth Samsonow (éd.), Biographien des Organlosen Körpers, Turia + Kant, 2003.
- avec Jean-Claude Bonne, La Pensée-Matisse, Le Passage, 2005 (élu Livre du mois Art Press, septembre 2006 (extraits [Архівовано 11 березня 2012 у Wayback Machine.]).
- разом з Danielle Cohen-Levinas, Françoise Proust, Lucien Vinciguerra (dir.), Gilles Deleuze. Immanence et vie, Paris, PUF, 2006 (réédition de Rue Descartes, n°20, 1998).
- разом з Jean-Clet Martin, L'Œil-Cerveau, Vrin, 2007 (élu Livre du mois Art Press, septembre 2007).
- Capitalism and Schizophrenia and Consensus. Of Relational Aesthetics, Istanbul, Baglam, 2010 (en anglais / turc).
- Diagram 3000 [Words] / Diagramm 3000 [Worte], dOCUMENTA 13, N° 090, Hatje Cantz Verlag, 2012 (en anglais / allemand).
- разом з Jean-Claude Bonne, Défaire l'image, Les Presses du réel, 2013.
- разом з Maurizio Lazzarato, Guerre et capital, Editions Amsterdam, 2016.